# Pál Járdányi
 (avril 2024).
Dans le nom hongrois Járdányi Pál, le nom de famille précède le prénom, mais cet article utilise l’ordre habituel en français Pál Járdányi, où le prénom précède le nom.
Pál Járdányi, né le 30 janvier 1920 à Budapest et mort le 27 juillet 1966 dans cette même ville, est un compositeur, ethnomusicologue et critique musical hongrois.

## Biographie
Pál Járdányi étudie le piano et le violon pendant son enfance. C'est à l'Université de musique Franz-Liszt, avec Zoltán Kodály qu'il commence à étudier la composition à partir de 1938. En 1948, il travaille aussi à l'Académie des sciences de Budapest en tant que chercheur dans le département d'ethnomusicologie, dont il en devient le chef à partir de 1960. En parallèle, il devient enseignant à l'Université de musique Franz-Liszt en 1959.

## Prix et distinctions
Pál Járdányi reçoit le prix Erkel en 1952 et en 1953. Il reçoit aussi le prix Kossuth en 1954.

## Esthétique
Pál Járdányi est fortement influencé par le style moderne hongrois, et il s'inspire des chants traditionnels nationaux. 

## Œuvres

### Œuvres musicales

#### Musique orchestrale
- Sinfonietta (1940)
- Divertimento concertante (1942-1949)
- Musique de danse (1950)
- Tisza mentén (« Le long du Tiszaé »), poème symphonique (1951)
- Symphonie Vörösmarty (1953)
- Rhapsodie de Borsod (1953)
- Marche symphonique (1953)
- Concerto pour harpe (1959)
- Vivente e moriente (1963)
- Concertino pour violon et orchestre à cordes (1964)
- Székely rapszódia (1965)

#### Musique de chambre
- Duos pour violon (1934-1947)
- Rondo pour piano (1939)
- Sonate pour piano (1940)
- Sonate pour deux pianos (1942)
- Quatuor à cordes no 1 (1947)
- Sonate pour flûte et piano (1952)
- Quatuor à cordes no 2 (1953-1954)
- Fantaisie et variations sur un chant traditionnel hongrois pour quintette à vent (1955)
- Rythme bulgare pour deux pianos (1956)
- Quatuor pour trois violons et violoncelle (1958)
- Trio à cordes (1959)

### Œuvres littéraires
- (hu) Magyar népdaltípusok, Budapest, 1961